# NK 나프타 렌다바
NK 나프타 렌다바(슬로베니아어: Nogometni Klub Nafta Lendava)는 렌다바를 연고로 하던 슬로베니아의 축구 클럽이다. 1903년에 설립되었으며 2012년 재정 문제로 인해 해체되었다.

## 역대 감독
| 감독                | 임기        |
| ------------------- | ----------- |
| 네보이샤 부치체비치 | 2007        |
| 네보이샤 부치체비치 | 2009 ~ 2010 |